# Hacksaw Ridge
Hacksaw Ridge (bra: Até o Último Homem; prt: O Herói de Hacksaw Ridge) é um filme de guerra e drama biográfico de 2016 foi dirigido  por Mel Gibson e escrito por Andrew Knight e Robert Schenkkan baseado no documentário The Conscientious Objector de 2004. O filme é ambientado na Segunda Guerra Mundial e foca nas experiências de Desmond Doss, um médico de combate americano pacifista que, como cristão da Igreja Adventista do Sétimo Dia, se recusou a portar ou usar uma arma de fogo de qualquer espécie. Doss se tornou o primeiro objetor de consciência a receber a Medalha de Honra pelo seu empenho durante a Batalha de Okinawa. Andrew Garfield estrela como Doss com Sam Worthington, Luke Bracey, Teresa Palmer, Hugo Weaving, Rachel Griffiths e Vince Vaughn em papéis coadjuvantes.
Lançado em novembro de 2016, o filme arrecadou US$ 175,3 milhões em todo o mundo e recebeu críticas geralmente favoráveis, com a direção de Gibson e o desempenho de Garfield ganhando elogios notáveis. Hacksaw Ridge foi escolhido pelo American Film Institute como um dos dez melhores filmes do ano, e recebeu inúmeros prêmios e indicações. O filme recebeu seis indicações ao Óscar durante a 89ª cerimônia nas categorias de melhor filme, melhor diretor, melhor ator (por Garfield) e melhor edição de som e venceu nas categorias de melhor mixagem de som e melhor edição. Também recebeu indicações ao Globo de Ouro de melhor filme dramático, melhor diretor e melhor ator dramático (Garfield), e 12 prêmios da AACTA, incluindo o de melhor filme, melhor direção, melhor roteiro original, melhor ator (por Garfield) e melhor ator coadjuvante (por Hugo Weaving).

## Enredo
Na zona rural da Virgínia em meio aos anos 20, o jovem menino Desmond Doss quase mata seu irmão mais novo, Hal, enquanto eles brincam. Devido a este evento e por sua educação adventista, a crença de Doss sobre o mandamento "Não matarás" se reforça. Anos mais tarde, já adulto, Doss leva um homem acidentado na rua para o hospital e conhece a enfermeira Dorothy Schutte. Os dois iniciam um romance e Doss conta a Dorothy sobre seu interesse no trabalho médico.
Após o ataque japonês a Pearl Harbor, Doss se alista no Exército dos Estados Unidos para servir como médico de combate. Seu pai Tom, um veterano da Primeira Guerra Mundial, está profundamente perturbado com a decisão. Antes de partir para Fort Jackson, ele pede a mão de Dorothy em casamento e ela aceita.
Doss é colocado sob o comando do sargento Howell. Ele se destaca fisicamente, mas é excluído socialmente entre seus colegas soldados por se recusar a manusear um fuzil e treinar aos sábados (seguindo sua crença adventista). Howell e o Capitão Glover tentam dispensar Doss do Exército por razões psiquiátricas, baseando-se em regras da Seção 8, mas não conseguem pois as crenças religiosas de Doss não constituem doença mental; eles posteriormente atormentam Doss colocando-o em trabalho árduo com a intenção de fazer com que ele peça dispensa por conta própria. Apesar de ser espancado uma noite por seus colegas soldados, Doss se recusa a entregar seus agressores e continua treinando.
A unidade de Doss completa o treinamento básico e é liberada para licença de folga, durante a qual Doss pretende se casar com Dorothy, mas sua recusa em portar uma arma de fogo o leva à prisão por insubordinação; o capitão Glover e Dorothy visitam Doss na prisão e tentam convencê-lo a se declarar culpado para que ele possa ser libertado sem acusação, mas Doss se recusa a comprometer suas crenças. Em seu julgamento Doss se declara inocente, mas antes de ser sentenciado, seu pai invade o tribunal com uma carta de seu ex-comandante da Primeira Guerra (agora general de brigada) afirmando que o pacifismo de seu filho é protegido por um Ato do Congresso; as acusações contra Doss são enfim retiradas. Após finalmente ganhar sua folga, Doss e Dorothy enfim se casam e desfrutam de sua primeira noite juntos.
O grupo de Doss é atrelado à 77ª Divisão de Infantaria e eles são convocados para as operações contra os japoneses no Pacífico. Durante a Batalha de Okinawa, a unidade de Doss é informada que eles irão servir para a 96ª Divisão de Infantaria, que foi encarregada de subir a Escarpa de Maeda e enfrentar os japoneses. Durante a luta inicial, com grandes perdas de ambos os lados, Doss salva a vida de seu companheiro de equipe Smitty, ganhando seu respeito. Enquanto os americanos acampam naquela noite, Doss revela a Smitty que sua aversão à posse de uma arma de fogo vem de quase atirar em seu pai bêbado, que ameaçou sua mãe certa vez quando ele era criança com uma arma. Smitty pede desculpas por duvidar de sua coragem e os dois se reconciliam.
Na manhã seguinte, os japoneses lançam um contra-ataque maciço e expulsam os americanos do topo da escarpa; Smitty é morto, enquanto Howell e vários membros do pelotão de Doss são deixados feridos no meio do campo de batalha. Doss ouve os gritos de soldados sobreviventes em meio ao campo de batalha e volta para salvá-los, carregando os feridos até a beira do penhasco e os amarrando por uma corda para descê-los; a cada resgate, Doss ora para que ele consiga "salvar mais um". A chegada de dezenas de soldados feridos presumidos mortos é uma surpresa para o restante do pelotão. Quando o dia termina, Doss resgata Howell e os dois escapam dos japoneses sob forte fogo inimigo.
O capitão Glover diz a Doss que os homens do pelotão agora respeitam ele e que não iniciarão o próximo ataque, que cairá no sábado sagrado adventista, sem Doss. No dia do ataque, após uma oração de Doss pela segurança de seu grupo, eles escalam novamente a Escarpa da Maeda; depois de uma emboscada feita por soldados japoneses fingindo se render, Doss consegue salvar Glover e outros soldados chutando granadas lançadas pelos inimigos. Doss é eventualmente ferido por uma explosão de granada, mas a batalha é vencida pelos americanos; Doss é resgatado por seus companheiros e desce do penhasco através de uma maca amarrada por cordas segurando a Bíblia que Dorothy lhe deu antes de sua partida pra guerra.
O filme se encerra apresentando algumas fotos de arquivo e vídeos reais mostrando que Doss foi condecorado com a Medalha de Honra pelo presidente Harry S. Truman por resgatar 75 soldados na Escarpa da Maeda; antes dos créditos finais é informado que Doss ficou casado com Dorothy até a morte dela em 1991 e que ele faleceu em 23 de março de 2006 aos 87 anos de idade.

## Elenco
- Andrew Garfield como Desmond Doss
- Hugo Weaving como Tom Doss, pai de Desmond
- Sam Worthington como Capitão Jack Glover
- Vince Vaughn como Sargento Howell
- Teresa Palmer como Dorothy Schutte, esposa de Desmond
- Luke Bracey como Smitty Ryker
- Richard Roxburgh como Coronel Stelzer
- Rachel Griffiths como Bertha Doss, mãe de Desmond
- Ryan Corr como Tenente Manville
- Luke Pegler como Milt "Hollywood" Zane
- Richard Pyros como Randall "Teach" Fuller
- Ben Mingay como Grease Nolan
- Dirani de Firass como Vito Rinnelli
- Damien Thomlinson como Ralph Morgan
- Matt Nable como Tenente-Coronel Cooney
- Robert Morgan como Coronel Sangston
- Nathaniel Buzolic como Harold "Hal" Doss, irmão de Desmond

## Produção

### Desenvolvimento
Hacksaw Ridge esteve em inferno de desenvolvimento por catorze anos. Numerosos produtores tentaram por décadas retratar a história de Desmond Doss nos cinemas como Audie Murphy e Hal B. Wallis.
Em 2001, depois de finalmente convencer Doss que fazer um filme sobre sua vida notável era a coisa certa a fazer, o roteirista e produtor Gregory Crosby (neto de Bing Crosby) escreveu uma carta de sugestão de projeto para a história e a enviou ao produtor de filmes David Permut através de sua produtora Permut Presentations e com cooperação primária de Stan Jensen, da Igreja Adventista do Sétimo Dia, que finalmente levou ao financiamento do filme.
Em 2004, o diretor Terry Benedict ganhou o direito de fazer um documentário sobre Doss, The Conscientious Objector, e garantiu os direitos dramáticos do filme no processo. No entanto, Doss morreu em 2006, após o qual o produtor Bill Mechanic adquiriu e depois vendeu os direitos para a Walden Media, que desenvolveu o projeto junto com o produtor David Permut. Gregory Crosby e Steve Longi atuaram como co-produtores. A Walden Media insistiu em uma versão que seria visivelmente censurada com a classificação PG-13 pela MPAA e Mechanic passou anos trabalhando para comprar os direitos de volta.
Depois de conseguir adquirir os direitos novamente, Mechanic se aproximou de Mel Gibson e pediu-lhe que criasse uma mistura de violência e fé, como ele fez em A Paixão de Cristo (2004). Gibson recusou a oferta duas vezes, como fez anteriormente com Braveheart (1995). Quase uma década depois, Gibson finalmente concordou em dirigir, decisão esta anunciada em novembro de 2014. No mesmo mês, Andrew Garfield foi confirmado para desempenhar o papel de Desmond Doss.
Com um orçamento de US$ 40 milhões, a equipe de produção ainda enfrentava muitos desafios. Hacksaw Ridge tornou-se uma co-produção internacional, contando com a contribuição de importantes empresas e produtoras localizadas nos Estados Unidos e na Austrália. Inicialmente os incentivos fiscais australianos foram vetados para a produção, o que obrigou o filme a se qualificar como australiano para receber os subsídios do governo; apesar de ser nascido nos Estados Unidos, os primeiros anos de Gibson na Austrália ajudaram a produção do filme a ser considerada australiana juntamente com a maioria do elenco oriundo daquele país como Rachel Griffiths, Teresa Palmer, Sam Worthington (que apesar de nascer no Reino Unido tinha cidadania australiana), Hugo Weaving (nigeriano naturalizado na Austrália), Richard Roxburgh e Luke Bracey; completando o elenco estava o ator americano Vince Vaughn. De acordo com o produtor Bill Mechanic, o financiamento do filme só se tornou possível graças aos subsídios estatais e federais australianos.
Em 9 de fevereiro de 2015, a IM Global fechou um acordo para financiar o filme e também vendeu o filme para outros mercados internacionais. No mesmo dia, a Lions Gate Entertainment adquiriu os direitos de distribuição norte-americanos do filme. Os direitos de distribuição chineses foram adquiridos pela Bliss Media, uma empresa de produção e distribuição cinematográfica sediada em Xangai.
Hacksaw Ridge é o primeiro filme dirigido por Gibson desde Apocalypto de 2006, e marca uma partida de seus filmes anteriores, como o próprio Apocalypto e Braveheart, em que os protagonistas agiram violentamente.

### Roteiro
Robert Schenkkan fez o rascunho inicial e Randall Wallace, que anteriormente estava cogitado para a direção do filme, reescreveu o roteiro. Andrew Knight fez uma revisão no roteiro. O parceiro de Gibson, Bruce Davey, também produziu o filme, junto com Paul Currie.

### Escolha do elenco
O elenco - Andrew Garfield, Vince Vaughn, Sam Worthington, Luke Bracey, Teresa Palmer, Rachel Griffiths, Richard Roxburgh, Luke Pegler, Richard Pyros, Ben Mingay, Dirani Firass, Nico Cortez, Michael Sheasby, Goran Kleut, Jacob Warner, Harry Greenwood, Damien Thomlinson, Ben O'Toole, Benedict Hardie, Robert Morgan, Ori Pfeffer, Milo Gibson, Nathaniel Buzolic, Hugo Weaving e Ryan Corr - foi anunciado entre novembro de 2014 e outubro de 2015. Darcy Bryce interpretou Doss quando criança.
Garfield foi escalado para interpretar Desmond Doss; Garfield tinha muito respeito por Doss e o venerou por seu ato de bravura, qualificando-o como um "símbolo maravilhoso por incorporar a ideia de viver e deixar viver não importa qual seja sua ideologia, não importa qual seja seu sistema de valores apenas para permitir que outras pessoas sejam quem são e se permitam ser quem você é". Ele comparou seu papel como o de um super-herói de verdade, em comparação com sua atuação como Homem-Aranha em The Amazing Spider-Man; Garfield também afirmou que chegou a chorar quando leu pela primeira vez o roteiro. Ele visitou a cidade natal de Doss e conheceu suas várias ferramentas. Mel Gibson convidou Garfield para o papel devido ao seu desempenho em A Rede Social, de 2010.
Teresa Palmer queria tanto um papel no filme que fez o teste por telefone e enviou a gravação para Gibson. Ela não recebeu nenhuma resposta por três meses, até que Gibson a contatou para lhe dizer que ela havia sido aprovada para o papel de Dorothy, a esposa de Doss.

### Filmagens
As filmagens do filme tiveram início em 29 de setembro de 2015 e durou 59 dias, terminando em dezembro daquele ano. As filmagens foram todas realizadas na Austrália. As gravações das cenas internas ocorreram na Fox Studios Australia em Sydney, depois que os produtores procuraram vigorosamente por locais em todo o país. As cenas externas foram rodadas principalmente nos estados de Nova Gales do Sul - onde Gibson passou grande parte de seus primeiros anos - em Sydney e em outras cidades como Richmond, Bringelly, e Oran Park. Gibson mudou-se para Nova Gales do Sul em julho de 2015, dois meses antes do início das filmagens. A cena do cemitério foi filmada no Sydney's Centennial Park; os arredores da Newington Armory no Parque Olímpico de Sydney foram usados para a ambientação do Fort Jackson. As filmagens em Bringelly exigiram que a equipe limpasse e desmatasse mais de 500 hectares de terra, o que provocou a ira de alguns ambientalistas; os produtores tiveram total aprovação e permissão para fazer o desmatamento sob condições de replantar as árvores e reabilitar parte do solo após o término das filmagens. De acordo com Troy Grant, vice-premier de Nova Gales do Sul e ministro das artes, o filme criou 720 empregos e US$ 19 milhões de lucro para a região rural do estado.
Ao todo, três jipes, dois caminhões e um tanque foram apresentados no filme. Bulldozers e retroescavadeiras foram usados para transformar um pasto leiteiro perto de Sydney no campo de batalha de Okinawa. Uma berma tinha que ser erguida ao redor do perímetro para que as câmeras pudessem girar 360 graus sem ter árvores de eucalipto no fundo. Gibson não queria depender muito dos efeitos visuais de computador, seja na tela ou na pré-visualização das cenas de batalha; efeitos visuais foram usados somente durante cenas sangrentas como as que mostram os soldados sendo queimados com napalm. Durante as filmagens das cenas de guerra, Gibson ajudou os atores falando e ensinando sobre suas experiências passadas em filmes de guerra, ensinando-os a encenar e gritar dramaticamente durante as gravações como se estivessem numa guerra de verdade.

### Pós-produção
Kevin O'Connell, que ganhou seu primeiro Oscar por mixagem de som neste filme (após 20 indicações), afirmou que restrições orçamentárias o forçaram a utilizar sons de arquivo da Segunda Guerra Mundial para as cenas envolvendo tiroteio.

## Temas
O filme foi descrito como uma produção anti-guerra, com temas pacifistas. Também incorpora imagens religiosas recorrentes, como o batismo e a ascensão.

## Precisão histórica

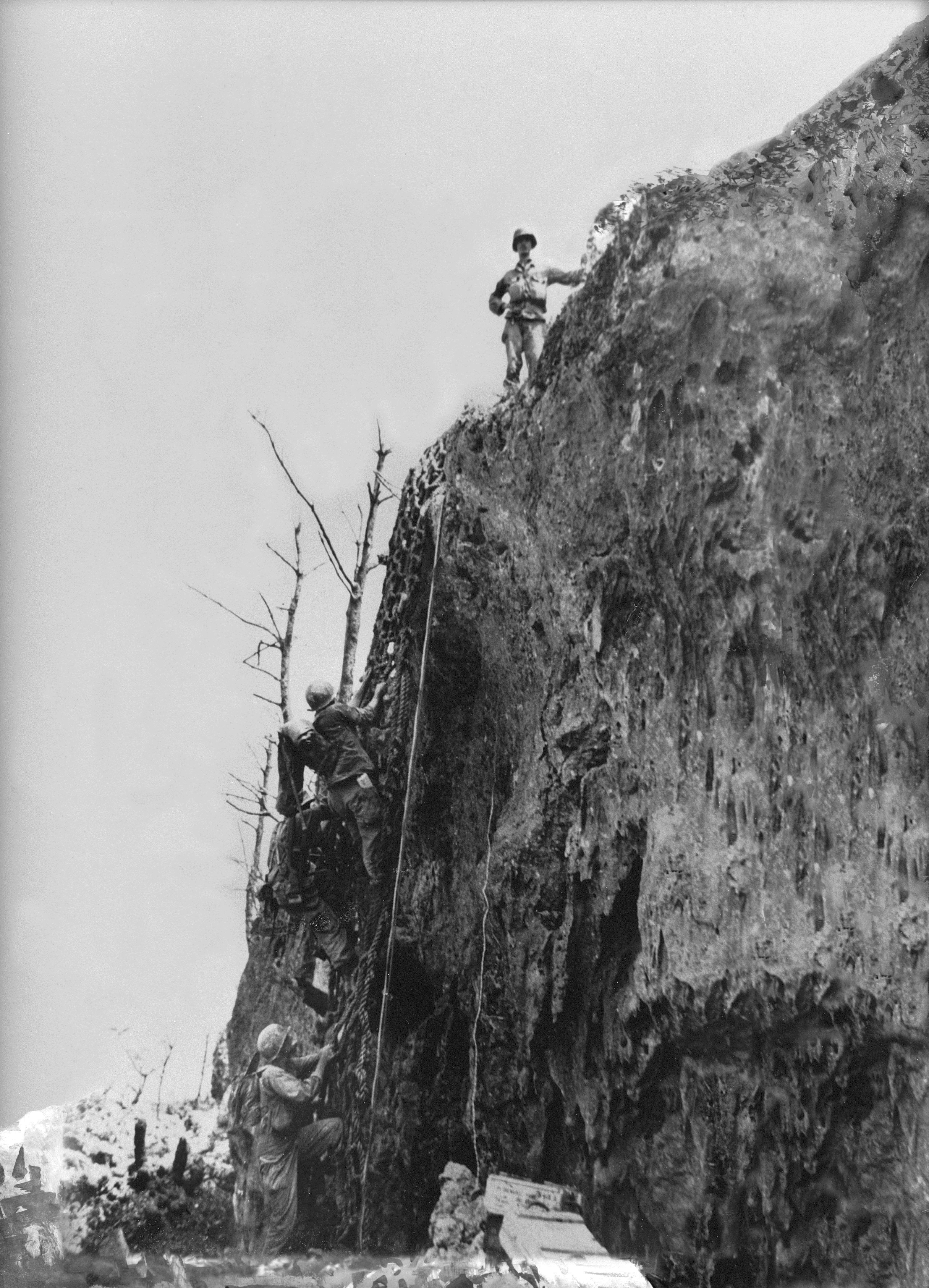
Desmond Doss no topo da Escarpa Maeda, 4 de maio de 1945.

Depois da guerra, Doss recusou muitos pedidos de livros e versões cinematográficas de sua vida porque estava cauteloso sobre suas experiências de guerra e sobre como as crenças adventistas do sétimo dia seriam retratadas de modo impreciso ou sensacional. O único filho de Doss, Desmond Doss Jr., afirmou: "A razão pela qual ele recusou é que nenhuma das propostas aderiu a seu único requisito: que fosse preciso. E eu acho notável o nível de precisão que este filme tem do início ao fim". O produtor David Permut afirmou que os cineastas tiveram grande cuidado em manter a integridade da história, uma vez que Doss era muito religioso.
No entanto, os produtores mudaram alguns detalhes, principalmente sobre a história do pai de Doss, o incidente com a arma que Doss tirou das mãos de seu pai alcoólatra e as circunstâncias de seu primeiro casamento; o personagem Smitty, interpretado por Luke Bracey, é uma "representação" dos vários soldados que atormentaram Doss e foi criado por razões narrativas. Outras mudanças na história ocorrem perto do final do filme, como quando Doss é colocado em uma maca: na vida real, Doss pediu que outro homem ferido ocupasse o seu lugar na maca; depois de socorrer um soldado, um atirador de elite japonês acertou o braço de Doss, causando-lhe uma fratura fazendo com que ele se arrastasse pelo campo de batalha por mais de 300 jardas até encontrar um local seguro para se proteger do tiroteio e ficar por ali sozinho por cerca de cinco horas; Gibson omitiu isso do filme porque achava que o público não acharia a cena crível. O filme também omite o serviço de Doss nos combates anteriores da Batalha de Guam e de Leyte (Doss foi premiado com a Estrela de Bronze por sua bravura extraordinária em ambas as batalhas), e deixa a impressão de que as ações de Doss em Okinawa teriam durado poucos dias, embora sua citação na Medalha de Honra tenha referido suas ações durante um período de cerca de três semanas (29 de abril a 21 de maio).

## Música
James Horner foi originalmente escalado para compor a trilha sonora do filme, mas foi substituído por John Debney após a morte prematura de Horner em 2015. Debney posteriormente também acabou sendo substituído por Rupert Gregson-Williams após sua composição ter sido rejeitada pela produção um pouco antes da estreia de Hacksaw Ridge no Festival de Cinema de Veneza. Ao compor a música Gregson-Williams comentou: "A trilha sonora é na realidade composta em duas partes: no romance lindo florescente quando Desmond descobre o amor de sua vida e a sua fé e, na parte mais brutal, quando Doss refletiu sua espiritualidade sem ser piedoso e mostrou sua bravura sem celebrar a violência". A trilha sonora do filme foi gravada no Abbey Road Studios, em Londres, com uma orquestra de 70 músicos e um coral de 36 vozes dirigido por Cliff Masterson.
Todas as faixas escritas e compostas por Rupert Gregson-Williams. 
| Track listing  |                             |         |  |
| N.º            | Título                      | Duração |  |
| 1.             | "Okinawa Battlefield"       | 3:59    |  |
| 2.             | "I Could Have Killed Him"   | 2:20    |  |
| 3.             | "A Calling"                 | 2:42    |  |
| 4.             | "Pretty Corny"              | 1:44    |  |
| 5.             | "Climbing for a Kiss"       | 3:47    |  |
| 6.             | "Throw Hell at Him"         | 1:58    |  |
| 7.             | "Sleep"                     | 2:18    |  |
| 8.             | "Dorothy Pleads"            | 3:17    |  |
| 9.             | "Hacksaw Ridge"             | 4:20    |  |
| 10.            | "Japanese Retake the Ridge" | 4:36    |  |
| 11.            | "I Can't Hear You"          | 2:54    |  |
| 12.            | "One Man at a Time"         | 2:30    |  |
| 13.            | "Rescue Continues"          | 3:46    |  |
| 14.            | "A Miraculous Return"       | 2:50    |  |
| 15.            | "Praying"                   | 5:49    |  |
| 16.            | "Historical Footage"        | 4:59    |  |
| Duração total: | Duração total:              | 53:56   |  |

## Lançamento
A estreia mundial oficial de Hacksaw Ridge ocorreu em 4 de setembro de 2016 no Festival Internacional de Cinema de Veneza, onde recebeu uma ovação de 10 minutos. O filme foi lançado na Austrália em 3 de novembro de 2016, pela Icon Film Distribution, e nos Estados Unidos em 4 de novembro de 2016, pela Summit Entertainment, subsidiária da Lionsgate (que adquiriu os direitos de distribuição do filme no país). Ele foi lançado pela Bliss Media na China em novembro, e no Reino Unido em 2017, sob distribuição da IM Global.

### Marketing
Em 28 de julho de 2016 a Lionsgate lançou o único trailer oficial de Hacksaw Ridge, que conquistou milhões de visualizações. Em parceria com a Disabled American Veterans, Gibson exibiu o filme tanto na Convenção Nacional da DAV como na Convenção Nacional da VFW em agosto de 2016 para aumentar a conscientização sobre os problemas que os veteranos da Segunda Guerra enfrentavam nos Estados Unidos. Vários ministérios adventistas do sétimo dia ofereceram cópias gratuitas do livro Herói de Hacksaw Ridge durante o lançamento do filme, bem como materiais promocionais criados para destacar a fé de Doss. Em 24 de fevereiro de 2017, a Reto-Moto e a Lionsgate anunciaram uma promoção conjunta onde a compra de um pacote para download do jogo Heroes & Generals também daria ao comprador uma cópia digital do filme.

## Recepção

### Comercial
Hacksaw Ridge arrecadou US$ 67,1 milhões nos Estados Unidos e no Canadá e mais US$ 108,2 milhões em outros países, totalizando US$ 175,3 milhões no total mundial, contra um orçamento de US$ 40 milhões.
O filme estreou ao lado de Doutor Estranho e Trolls, e foi projetado para arrecadar cerca de US$ 12 milhões de 2.886 cinemas. Esperava-se que Hacksaw Ridge tivesse um desempenho bom entre o público religioso do meio-oeste e do sul dos Estados Unidos. O filme acumulou US$ 5,2 milhões em seu primeiro dia e US$ 15,2 milhões em seu fim de semana de abertura, terminando em terceiro lugar nas bilheterias atrás de Doutor Estranho e Trolls; a estréia conseguiu juntar quase a mesma quantia da abertura Apocalypto, também do diretor Mel Gibson. Em seu segundo fim de semana, o filme arrecadou US$ 10,6 milhões (uma queda de apenas 30%), terminando em 5º lugar nas bilheterias.
O filme também foi lançado com sucesso na China, arrecadando mais de US$ 16 milhões em seus primeiros quatro dias nas bilheterias e mais de US$ 60 milhões no total daquele país.

### Crítica
No agregador de críticas Rotten Tomatoes o filme tem uma taxa de aprovação de 86% com base em 245 avaliações, com uma classificação média de 7,2/10; o consenso crítico do site diz: "Hacksaw Ridge usa o legado de um pacifista da vida real para lançar as bases para um emocionante tributo em tempo de guerra e fé, o filme possui o valor e a coragem de permanecer fiel às convicções de alguém". No Metacritic o filme tem uma pontuação média ponderada de 71 de 100, com base em 47 críticos, indicando "revisões geralmente favoráveis". As audiências pesquisadas pelo CinemaScore deram um grau médio de "A" em uma escala que varia de A+ a F, enquanto os fotógrafos do PostTrak relataram uma pontuação positiva geral de 91% e uma recomendação definitiva de 67%.
O Milford Daily News chamou o filme de "obra-prima", acrescentando que "vai acabar em muitas listas de Top 10 de 2016, que devem originar indicações ao Oscar de Melhor Ator, Melhor Diretor e Melhor Filme". Maggie Stancu do Movie Pilot escreveu que "algumas escolhas de Gibson para os personagens de  Hacksaw Ridge foram geniais e Garfield realizou o melhor desempenho de todo o elenco. Com performances incríveis de Vince Vaughn, Teresa Palmer, Sam Worthington e Hugo Weaving, é absolutamente um dos filmes imperdíveis de 2016". Mick LaSalle do San Francisco Chronicle disse que o filme é "um brilhante retorno para Mel Gibson, que confirma sua posição como diretor com um talento singular para o espetáculo e com certeza para os atores". Em The Film Lawyers, Samar Khan chamou Hacksaw Ridge de "fantástico" e enfatizou "o quão maravilhoso é ter Gibson de volta em uma posição mais proeminente em Hollywood, esperançosamente com os demônios de seu passado para trás. Estaremos preparados para um futuro repleto de grandes filmes deste visionário diretor". O The Daily Telegraph premiou o filme com quatro estrelas e acrescentou: "Hacksaw Ridge é um filme de guerra fantasticamente comovente e contundente que te atinge como um golpe de carne cru no rosto [...]". O jornal The Guardian também classificou o filme com quatro estrelas em sua crítica.
A revisão do jornal The Australian foi positiva, afirmando que, como diretor, "a abordagem de Gibson é ousada e destemida, o que representa o seu melhor trabalho até hoje atrás das câmeras". Rex Reed, do Observer, classificou o filme com quatro estrelas e o chamou de "o melhor filme de guerra desde O Resgate do Soldado Ryan... É violento, angustiante, comovente e inesquecível. E sim, foi dirigido por Mel Gibson. Ele também merece uma medalha." Michael Smith do Tulsa World descreveu o filme como "um estudo de um personagem comovente" e elogiou a direção e a atuação: "É realmente notável como Gibson pode filmar cenas de emoções tão sinceras com tão doce sutileza quanto é fácil como ele encena algumas das cenas visuais de violência que você jamais experimentará", e concluiu: "Veja Hacksaw Ridge... É lindo e brutal, e isso é uma potente combinação para um filme sobre um homem determinado a servir seu país, assim como sua alma". O crítico do IGN Alex Welch, deu ao filme uma pontuação de 8/10, elogiando-o como "um dos filmes de guerra mais bem sucedidos da memória recente" e "às vezes horripilante, inspirador e angustiante". Mike Ryan da Uproxx deu ao filme uma crítica positiva, elogiando a direção de Gibson e dizendo: "Há dois momentos durante a segunda metade de Hacksaw Ridge, de Mel Gibson, que eu literalmente pulei da cadeira de medo. A representação da guerra no filme é a melhor que já vi desde O Resgate do Soldado Ryan". Peter Travers, da Rolling Stone, deu ao filme 3,5 estrelas, escrevendo: "Graças a algumas das maiores cenas de batalha já filmadas, Gibson mostra mais uma vez seus talentos como cineasta, capaz de justapor a selvageria com ternura dolorida".

### Premiações
Hacksaw Ridge ganhou o Óscar de melhor edição e melhor mixagem de som, sendo indicado ainda para melhor filme (a qual perdeu para Moonlight), melhor direção, melhor ator (pela atuação de Andrew Garfield) e melhor edição de som na mesma cerimônia. O filme ganhou na categoria de melhor edição e foi indicado para melhor ator em um papel de liderança (Garfield), melhor roteiro adaptado, melhor som e melhor maquiagem e cabelo no British Academy Film Awards. O filme também ganhou as categorias de melhor filme de ação e melhor ator em um filme de ação (Garfield) e foi indicado para melhor filme, melhor diretor, melhor ator (também por Garfield), melhor edição e melhor cabelo e maquiagem nos Critics' Choice Movie. O filme recebeu três indicações ao Globo de Ouro, incluindo melhor filme dramático, melhor ator em filme dramático (por Garfield) e melhor direção. O filme ganhou o prêmio de melhor ator (por Garfield), melhor edição de cinema e melhor som, sendo indicado também para melhor filme, melhor diretor, melhor roteiro adaptado, melhor fotografia, melhor trilha sonora e melhor direção de arte e design de produção durante a cerimômina do Satellite Awards.
| Lista de prêmios e indicações                 | Lista de prêmios e indicações  | Lista de prêmios e indicações                            | Lista de prêmios e indicações | Lista de prêmios e indicações |
| Premiação                                     | Categoria                      | Indicação                                                | Resultado                     | R.                            |
| --------------------------------------------- | ------------------------------ | -------------------------------------------------------- | ----------------------------- | ----------------------------- |
| AACTA Awards                                  | Melhor filme                   | Hacksaw Ridge                                            | Venceu                        |                               |
| AACTA Awards                                  | Melhor diretor                 | Mel Gibson                                               | Venceu                        | [ 98 ] [ 99 ]                 |
| AACTA Awards                                  | Melhor roteiro original        | Andrew Knight Robert Schenkkan                           | Venceu                        | [ 98 ] [ 99 ]                 |
| AACTA Awards                                  | Melhor ator                    | Andrew Garfield                                          | Venceu                        | [ 98 ] [ 99 ]                 |
| AACTA Awards                                  | Melhor atriz                   | Teresa Palmer                                            | Indicado                      | [ 98 ] [ 99 ]                 |
| AACTA Awards                                  | Melhor ator coadjuvante        | Hugo Weaving                                             | Venceu                        | [ 98 ] [ 99 ]                 |
| AACTA Awards                                  | Melhor atriz coadjuvante       | Rachel Griffiths                                         | Indicado                      | [ 98 ] [ 99 ]                 |
| AACTA Awards                                  | Melhor cinematografia          | Simon Duggan                                             | Venceu                        | [ 98 ] [ 99 ]                 |
| AACTA Awards                                  | Melhor edição                  | John Gilbert                                             | Venceu                        | [ 98 ] [ 99 ]                 |
| AACTA Awards                                  | Melhor trilha sonora           | Elenco musical                                           | Venceu                        | [ 98 ] [ 99 ]                 |
| AACTA Awards                                  | Melhor direção de arte         | Barry Robinson                                           | Venceu                        | [ 98 ] [ 99 ]                 |
| AACTA Awards                                  | Melhor figurino                | Lizzy Gardiner                                           | Indicado                      | [ 98 ] [ 99 ]                 |
| AACTA Awards                                  | Melhor maquiagem               | Shane Thomas Larry Van Duynhoven                         | Indicado                      | [ 98 ] [ 99 ]                 |
| Camerimage                                    | Melhor cinematografia          | Simon Duggan                                             | Indicado                      | [ 100 ]                       |
| Critics' Choice Awards                        | Melhor filme                   | Hacksaw Ridge                                            | Indicado                      | [ 101 ]                       |
| Critics' Choice Awards                        | Melhor diretor                 | Mel Gibson                                               | Indicado                      | [ 101 ]                       |
| Critics' Choice Awards                        | Melhor ator                    | Andrew Garfield                                          | Indicado                      | [ 101 ]                       |
| Critics' Choice Awards                        | Melhor edição                  | John Gilbert                                             | Indicado                      | [ 101 ]                       |
| Critics' Choice Awards                        | Melhor caracterização          | Hacksaw Ridge                                            | Indicado                      | [ 101 ]                       |
| Critics' Choice Awards                        | Melhor filme de ação           | Hacksaw Ridge                                            | Venceu                        | [ 101 ]                       |
| Critics' Choice Awards                        | Melhor ator em filme de ação   | Andrew Garfield                                          | Venceu                        | [ 101 ]                       |
| Globo de Ouro                                 | Melhor filme de drama          | Hacksaw Ridge                                            | Indicado                      | [ 9 ]                         |
| Globo de Ouro                                 | Melhor ator em filme dramático | Andrew Garfield                                          | Indicado                      | [ 9 ]                         |
| Globo de Ouro                                 | Melhor diretor                 | Mel Gibson                                               | Indicado                      | [ 9 ]                         |
| Hollywood Film Awards                         | Melhor diretor                 | Mel Gibson                                               | Venceu                        | [ 102 ]                       |
| Hollywood Film Awards                         | Melhor edição                  | John Gilbert                                             | Venceu                        | [ 102 ]                       |
| Hollywood Film Awards                         | Melhor caracterização          | Thomas e Conte                                           | Venceu                        | [ 102 ]                       |
| Hollywood Music in Media Awards               | Melhor trilha sonora           | Rupert Gregson-Williams                                  | Indicado                      | [ 103 ] [ 104 ]               |
| National Board of Review                      | Top 10                         | Hacksaw Ridge                                            | Venceu                        | [ 105 ]                       |
| Oscar 2017                                    | Melhor filme                   | Hacksaw Ridge                                            | Indicado                      |                               |
| Oscar 2017                                    | Melhor diretor                 | Mel Gibson                                               | Indicado                      |                               |
| Oscar 2017                                    | Melhor ator                    | Andrew Garfield                                          | Indicado                      |                               |
| Oscar 2017                                    | Melhor edição de som           | Robert Mackenzie Andy Wright                             | Indicado                      | [ 106 ]                       |
| Oscar 2017                                    | Melhor mixagem de som          | Kevin O'Connell Andy Wright Robert Mackenzie Peter Grace | Venceu                        |                               |
| Oscar 2017                                    | Melhor edição                  | John Gilbert (editor)                                    | Venceu                        |                               |
| Satellite Awards                              | Melhor filme                   | Hacksaw Ridge                                            | Indicado                      | [ 107 ]                       |
| Satellite Awards                              | Melhor diretor                 | Mel Gibson                                               | Indicado                      | [ 107 ]                       |
| Satellite Awards                              | Melhor ator                    | Andrew Garfield                                          | Venceu                        | [ 107 ]                       |
| Satellite Awards                              | Melhor roteiro adaptado        | Andrew Knight Robert Schenkkan                           | Indicado                      | [ 107 ]                       |
| Satellite Awards                              | Melhor cinematografia          | Simon Duggan                                             | Indicado                      | [ 107 ]                       |
| Satellite Awards                              | Melhor trilha sonora           | Rupert Gregson-Williams                                  | Indicado                      | [ 107 ]                       |
| Satellite Awards                              | Melhor direção de arte         | Barry Robinson                                           | Indicado                      | [ 107 ]                       |
| Satellite Awards                              | Melhor edição                  | John Gilbert                                             | Venceu                        | [ 107 ]                       |
| Satellite Awards                              | Melhor som                     | Hacksaw Ridge                                            | Venceu                        | [ 107 ]                       |
| Washington D.C. Area Film Critics Association | Melhor ator                    | Andrew Garfield                                          | Indicado                      | [ 108 ]                       |